# Zadarski mir
Zadarski mir naziv je za mirovni ugovor koji je sklopljen 18. veljače 1358. godine između Mletačke Republike i ugarsko-hrvatskog kralja Ludovika I. Anžuvinca, kojim se Mletačka Republika morala odreći svojih posjeda u Dalmaciji.

## Događaji koji su prethodili
Kroz čitavu prvu polovicu 14. stoljeća nastavile su se borbe za Dalmaciju, zvane i mletački ratovi. Posebno je uporan u objedinjavanju svoje države bio ugarsko-hrvatski kralj Ludovik I., koji je vladao u razdoblju od 1342. do 1382. Dolazak Ludovika u Hrvatsku 1345. dignulo je Zadrane na otpor protiv Mlečana, koji su potom opsjeli Zadar. Vojska koju je Ludovik osobno predvodio i koja je u lipnju 1346. stigla nadomak Zadra, nije bila dovoljno jaka da oslobodi grad. U velikoj bitki 1. srpnja 1346., u kojoj je s obje strane ukupno sudjelovalo više desetaka tisuća vojnika, Ludovikova vojska je poražena i Zadar se nešto kasnije, nakon šesnaestomjesečne opsade, morao vratiti pod mletačku upravu 15. prosinca. Nakon toga Ludovik je 1348. sklopio s Mlečanima mir na osam godina. Za vrijeme osmogodišnjeg primirja s Mletačkom Republikom Ludovik I. Anžuvinac iskoristio je priliku da ojača svoju vlast u jugozapadnim vazalnim pokrajinama. Istovremeno je ojačao i svoj utjecaj u Bosni oženivši se Elizabetom, kćerkom Stjepana II. Kotromanića (1353.), a u Srbiji oružjem slama snagu cara Stefana Dušana. 1353. Ludovik je čak pregovarao s Mlečanima da im ustupi obalu za 5000 dukata godišnje, ali je to spriječio njegov brat Stjepan, hrvatski herceg.
Sve to prethodilo je "velikom obračunu" na Jadranu. Ludovik je sakupljao križarsku vojsku protiv Srbije uz novčanu pomoć pape (papa Ludoviku oprašta crkvenu desetinu do tri godine), ali je neočekivano, u ljeto 1356. godine uputio svoju vojsku protiv Mlečana, čime započinje dvogodišnji mletački rat. Ludovik I. sa svojom vojskom provaljuje u sjevernu Italiju i nameće Mlečanima rat na njihovom državnom području ugrožavajući i samu Veneciju. Tijekom ljeta 1357. Splićani i Trogirani podižu bune i istjeruju mletačke posade i činovnike, a u prosincu banska vojska ulazi i u Šibenik i kreće prema Zadru. Na dan 17. prosinca zahvaljujući hrabrim Zadranima, koji su noću prebacili preko zidina konope, vojska ulazi u Zadar, istjeruje Mlečane i čitava Dalmacija je oslobođena. Dvogodišnji rat završio je pobjedom ugarsko-hrvatske vojske.

## Sklapanje mira i posljedice
Zadarski mir sklopljen je dana 18. veljače 1358. u sakristiji crkve Sv. Frane u Zadru, čime je Ludovik I. pod svoju vlast vratio cijelu Dalmaciju, a Mletačka Republika odrekla se posjeda cijelog dalmatinskog kopna i svih otoka od Kvarnera do Drača (Durazzo). Mletački dužd odrekao se, također, titule "hrvatskog i dalmatinskog hercega".
Zadarskim mirom prvi je put nakon Zvonimira hrvatska obala sa svim svojim otocima bila oslobođena od mletačke vlasti. Priključenje Dalmacije hrvatskom kraljevstvu imalo je znatne političke, društvene i gospodarske implikacije, bez obzira na to što se takvo stanje održalo pola stoljeća.
Pozivanjem na činjenicu da, za razliku od drugih dalmatinskih gradova, nikad prije nije priznavao vlast ugarskih vladara, Dubrovnik je uspio u samostalnim pregovorima postići izdavanje Višegradskog ugovora, kojim mu je bila zajamčena potpuna autonomija. Od tada se počinje sustavno rabiti i pojam Republika za dubrovačku državu.
Ludovik je još jednom morao ratovati protiv Venecije (tzv. treći mletački rat) od 1378. do 1381., jer je ometala trgovinu Jadranom. Mlečani, koji su pustošli hrvatsku obalu, privremeno su zauzeli Kotor, koji se 1371. podvrgnuo Hrvatskoj i Ugarskoj, te Šibenik i Rab. Nakon poraza u bitki s genoveškom mornaricom ubrzo je sklopljen mir u Torinu. Njime su Mlečani priznali Zadarski mir te se obvezali plaćati 7000 dukata ugarsko-hrvatskom kralju. Također su vratili Kotor, ali se Ludovik odrekao izvoza soli i druge robe na mletačko područje, što je teško pogodilo južnohrvatsku trgovinu.

## Vanjske poveznice
- Dubrovački list Zadarski mir - zaboravljena obljetnica